# 樟叶槿
樟叶槿（学名：Hibiscus grewiifolius），为锦葵科木槿属下的一个植物种。